# Байс, Бо
Гарольд Элвин „Бо“ Байс (англ. Harold Elwin "Bo" Bice, Jr. , Хантсвилл, США, 1 ноября 1975) — американский певец и музыкант, финалист American Idol сезона 2005 года.

## Личная жизнь
15 июня 2005 года Бо женился на Каролин Меррин Фишер (род. 1980). Свадьба прошла в родном городе Каролин, Хелене.

## Дискография

### Студийные альбомы
- The Real Thing (2005) — 4 позиция Billboard 200
- See the Light (2007) — 150 позиция Billboard 200

### Синглы
- I Don't Want to Be (2005)
- Inside Your Heaven (2005)
- Vehicle (2005)
- The Real Thing (2006)
- U Make Me Better (2006)
- Blades of Glory (2007)
- Witness (2007)